# Gnophos orphninaria
Gnophos orphninaria är en fjärilsart som beskrevs av George Francis Hampson 1902. Gnophos orphninaria ingår i släktet Gnophos och familjen mätare. Inga underarter finns listade i Catalogue of Life.